# 조시 그라친
조시 그라친(Josh Gracin, 1980년 10월 18일 ~ )은 미국의 컨트리 가수로, 《아메리칸 아이돌 시즌 2》에 참가하였다.

## 생애
그라친은 1980년 10월 18일 미시간주의 웨스틀랜드에서 마리오와 브렌다 그러신 사이에서 태어났다. 자라면서 음악을 좋아했고, 여러 대회에도 나갔다.